# Абвергруппа-105
Абвергруппа-105 (АГ-105) — разведывательное подразделение абвера, действовавшее во время Второй мировой войны.

## История создания
Сформирована в июне 1941 года в городе Могилёве БССР при 2-й немецкой армии. Находилась в подчинении абверкоманды 1 Б. Специализировалась на заброске агентуры в тыл противника. Не имела места постоянной дислокации. Активно действовала в 1942 году при атаке на воронежском направлении. Штаб-квартира базировалась в Сомово. Группа состояла из нескольких подразделений, которые назывались «мальдекопфами». В самом Воронеже действовал мальдекопф «Бруно», которым командовал капитан Шульц.

### На русском языке
- Скрытые лики войны: Док., воспоминания, дневники. — М.: Воениздат, 2003.
- Абрамян, Эдуард, А. Кавказцы в Абвере / Эдуард Абрамян. — М.: Яуза, 2006.
- Бартц, К. Трагедия абвера,1935-1944 гг. / Карл Бартц; Пер. с нем. Е. Н. Захарова. — М.: Центрполиграф, 2002.
- Бухгайт, Г. АБВЕР-щит и меч III рейха / Герд Бухгайт; Пер. с нем. Ю. А. Неподаева. — М.: Яуза и Эксмо, 2003.
- Гелен, Р. Война разведок: Тайн. операции спецслужб Германии,1942-1971 / Райнхард Гелен; Пер. с нем. В. Г. Чернявского, Ю. Д. Чупрова. — М.: Центрполиграф, 2003.
- Гискес, Г. Операция «Северный полюс»: Тайн. война абвера в странах Сев. Европы / Герман Гискес; Пер. с англ. С. В. Лисогорского. — М.: Центрполиграф, 2004.
- Гладков, Т. К. Тайны спецслужб III рейха / Теодор Гладков. — М.: Яуза и Эксмо, 2004.
- Губернаторов, Н. В. «Смерш» против «Буссарда»: (Репортаж из арх. тайн. войны) / Н. В. Губернаторов; Ассооц. воен. кн., О-во изучения истории отечеств. спецслужб. — М.: Кучково-поле, 2005.
- Дамаскин, И. А. Битвы разведок, 1941—1945 гг.. — М.: Вече, 2005.
- Леверкюн, П. Служба разведки и контрразведки. В кн.: Итоги второй мировой войны. — М.: Издательство иностранной литературы, 1957. — С. 268—286.
- Левицкий, С. Шпионы кайзера и Гитлера / Станислав Левицкий; Пер. с пол. В. С. Живодерова. — М.: Крафт+, 2004.
- Линдер, И. Б. Загадка для Гиммлера: офицеры СМЕРШ в Абвере и СД // И. Линдер, Н. Абин. — М.: РИПОЛ КЛАССИК, 2008.
- Лота, В. Тайные операции Второй мировой: Кн. о воен. разведке, 1944 г. // Владимир Лота. — М.: Молодая гвардия, 2006.
- Мадер, Ю. Абвер: щит и меч Третьего рейха / Авториз. пер. с нем. Лаврова Н. Н. Ростов. — Феникс, 1999.
- Макаров, В. Г. Лучшие спецоперации СМЕРШа: война в эфире / Владимир Макаров, Андрей Тюрин. — М.: Яуза, 2009.
- Неподаев, Ю. А. Спецназ адмирала Канариса / Юрий Неподаев. — М.: Яуза и Эксмо, 2004.
- Непомнящий, Н. Н. Загадки абвера: Тайн. война адмирала Канариса // Н. Н. Непомнящий. — М.: Вече, 2005.
- Пещерский, В. Л. «Красная капелла». Советская разведка против абвера и гестапо. — М.: Центрполиграф, 2000.
- Райле, О. Тайная война: Секрет. операции абвера на Западе и Востоке(1921—1945) / Оскар Райле; Пер. с нем. Е. Н. Захарова. — М.: Центрполиграф, 2002.
- Рудаков, А. Б. Секретные генетические, финансовые и разведывательные программы Третьего рейха / А. Б. Рудаков; Клуб ветеранов госбезопасности. — М.: [б. и.], 2008.
- Сердюк, А. С. Визит в абвер: [роман] / Александр Сердюк. — М.: Вече, 2009.
- Соцков, Л. Ф. Неизвестный сепаратизм: На службе СД и Абвера: Из секретн. досье разведки / Лев Соцков. — М.: РИПОЛ КЛАССИК, 2003.
- Стефановский, П. П. Развороты судьбы: Автобиогр. повесть: В 2 кн.: Кн. 2. КГБ-ГУЛАГ / П. П. Стефановский. — М.: РУДН, 2003.
- Телицын, В. Л. «Волкодавы» СМЕРШа / Вадим Телицын. М.. — Яуза, 2009.
- Тихонов, Ю. Н. Афганская война третьего рейха: НКВД против абвера // Юрий Тихонов. — М.: Олма-Пресс, 2003.
- Уоллер, Д. Невидимая война в Европе / Джон Уоллер; Пер. с англ. А. Коноплёва и др.. — Смоленск: Русич, 2001.
- Фараго, Л. Игра лисиц: Секретные операции абвера в США и Великобритании // Ладислас Фараго; Пер. с англ. Н. А. Толмачёва М.. — Центрполиграф, 2004.
- Чуев, С. Г. Спецслужбы Третьего Рейха: В 2 кн. / Сергей Геннадьевич Чуев. — СПб.: Нева; М.: Олма-Пресс Образование, 2003.
- Шамбаров, В. Е. Агенты Берии в руководстве гестапо / Валерий Шамбаров. — М.: Алгоритм, 2008.
- С. Воропаев. Энциклопедия Третьего Рейха. — Москва: «Локид—Миф», 1996. — ISBN 5-320-00069-3.

### На английском языке
- German Espionage and Sabotage Against the USA in WW2 at ibiblio.org. Includes details on structure of Abwehr
- Simon Kitson. The Hunt for Nazi Spies: Fighting Espionage in Vichy France. — Chicago: University of Chicago Press, 2008.
- Gabriele Zaffiri. Abwehr — il servizio segreto militare del Terzo Reich (итал.). — 2008. — ISBN 978-8895-544915.
- Ladislas Farago. The Game of the Foxes — The Untold Story of German Espionage in the United States and Great Britain During WWII. — David Mc Kay Co. Inc., 1971. — ISBN 978-0-553-12342-5.